# Valerie Nichol
Valerie Nicole Nichol (* 29. April 1993 in Normal (Illinois)) ist eine US-amerikanische Volleyballspielerin.

## Karriere
Nichol begann ihre Karriere an der University High School in Normal. Parallel dazu spielte sie im Illini Elite Volleyball Club. Von 2011 bis 2014 studierte sie an der Purdue University und spielte in der Universitätsmannschaft. 2015 wurde die Zuspielerin vom deutschen Bundesligisten Allianz MTV Stuttgart verpflichtet. Mit Stuttgart spielte sie in der Saison 2015/16 in der Champions League und im CEV-Pokal. Sie erreichte das DVV-Pokalfinale und wurde im Playoff-Finale Vizemeisterin. Diesen Erfolg wiederholte sie in der Saison 2016/17. Im DVV-Pokal 2016/17 besiegte sie mit den Stuttgartern den Schweriner SC und wurde Pokalsiegerin. Zur Saison 2017/18 wechselte sie nach Polen zu Impel Wrocław. 2018 ging sie zu ŁKS Łódź.